# Мегдова
Мегдо́ва (Мегдовас, Тавропос; грец. Μέγδοβας, Μέγδοβα, Ταυρώπος) — річка в західній Греції, ліва притока річки Ахелоос, басейну Іонічного моря. Протікає по території номів Кардіца та Евританія.
Довжина річки — 78 км.
Починається в горах Пінд. У верхів'ї в 1950-их роках збудована ГЕС, перед греблею якої утворилось водосховище Пластірас. Електростанція забезпечує електроенергією західну Грецію. Входячи на територію Евританії протікає через луки та ліси. Через річку збудовані гарні кам'яні мости.
Впадає до водосховища Кремаста, що утворилось перед греблею ГЕС Кремаста, збудованої в 1967 році на річці Ахелоос.